# Gromphas amazonica
Gromphas amazonica là một loài bọ cánh cứng trong họ Bọ hung (Scarabaeidae).